# Aeschynomene riedeliana
Aeschynomene riedeliana är en ärtväxtart som beskrevs av Paul Hermann Wilhelm Taubert. Aeschynomene riedeliana ingår i släktet Aeschynomene och familjen ärtväxter. Inga underarter finns listade i Catalogue of Life.